# (3274) Maillen
(3274) Maillen est un astéroïde de la ceinture principale.

## Description
(3274) Maillen est un astéroïde de la ceinture principale. Il fut découvert le 23 août 1981 à La Silla par Henri Debehogne. Il présente une orbite caractérisée par un demi-grand axe de 3,14 UA, une excentricité de 0,12 et une inclinaison de 1,2° par rapport à l'écliptique.

## Compléments